# Lagarinhos
Lagarinhos ist ein Ort und eine ehemalige Gemeinde in Portugal mit 445 Einwohnern (Stand 2011).

## Geschichte
Mindestens seit 1551 war Lagarinhos eine eigenständige Gemeinde.
Sie blieb eine Gemeinde im Kreis Gouveia bis zur Administrativen Neuordnung 2013, als sie aufgelöst und mir Rio Torto zur neuen Gemeinde Rio Torto e Lagarinho zusammengeschlossen wurde.

## Bevölkerungsentwicklung
| Einwohnerzahl in der Gemeinde Lagarinhos (1721–2011) | Einwohnerzahl in der Gemeinde Lagarinhos (1721–2011) | Einwohnerzahl in der Gemeinde Lagarinhos (1721–2011) | Einwohnerzahl in der Gemeinde Lagarinhos (1721–2011) | Einwohnerzahl in der Gemeinde Lagarinhos (1721–2011) | Einwohnerzahl in der Gemeinde Lagarinhos (1721–2011) | Einwohnerzahl in der Gemeinde Lagarinhos (1721–2011) | Einwohnerzahl in der Gemeinde Lagarinhos (1721–2011) | Einwohnerzahl in der Gemeinde Lagarinhos (1721–2011) | Einwohnerzahl in der Gemeinde Lagarinhos (1721–2011) | Einwohnerzahl in der Gemeinde Lagarinhos (1721–2011) | Einwohnerzahl in der Gemeinde Lagarinhos (1721–2011) | Einwohnerzahl in der Gemeinde Lagarinhos (1721–2011) | Einwohnerzahl in der Gemeinde Lagarinhos (1721–2011) | Einwohnerzahl in der Gemeinde Lagarinhos (1721–2011) |
| ---------------------------------------------------- | ---------------------------------------------------- | ---------------------------------------------------- | ---------------------------------------------------- | ---------------------------------------------------- | ---------------------------------------------------- | ---------------------------------------------------- | ---------------------------------------------------- | ---------------------------------------------------- | ---------------------------------------------------- | ---------------------------------------------------- | ---------------------------------------------------- | ---------------------------------------------------- | ---------------------------------------------------- | ---------------------------------------------------- |
| 1864                                                 | 1878                                                 | 1890                                                 | 1900                                                 | 1911                                                 | 1920                                                 | 1930                                                 | 1940                                                 | 1950                                                 | 1960                                                 | 1970                                                 | 1981                                                 | 1991                                                 | 2001                                                 | 2011                                                 |
| 763                                                  | 736                                                  | 844                                                  | 847                                                  | 947                                                  | 907                                                  | 834                                                  | 992                                                  | 963                                                  | 727                                                  | 666                                                  | 674                                                  | 643                                                  | 503                                                  | 443                                                  |

## Verwaltung
Lagarinhos war eine Gemeinde (Freguesia) im Kreis (Concelho) von Gouveia. Die Gemeinde hatte 445 Einwohner und eine Fläche von 10,8 km² (Stand 30. Juni 2011).
Die Gemeinde bestand aus vier Ortschaften:
- Lagarinhos
- Novelães
- Passarela
- Ponte Pedrinha

Im Zuge der Gebietsreform vom 29. September 2013 wurden die Gemeinden Lagarinhos und Rio Torto zur neuen Gemeinde União das Freguesias de Rio Torto e Lagarinhos zusammengeschlossen. Rio Torto ist Sitz dieser neu gebildeten Gemeinde.